# Laila Peak
Laila Peak je hora vysoká 6 069 m n. m. nacházející v pohoří Karákóram v Pákistánu. Vrchol leží mezi horami Mašerbrum a Čogolisa.

## Historie výstupů
Vzhledem k zákazu horolezectví v této oblasti není žádný oficiální záznam o prvovýstupu. Pravděpodobně poprvé na vrchol vystoupili v roce 1987 britové Simon Yates, Sean Smith a Mark Miller. První oficiální výstup byl proveden v roce 1997 italským lanovým družstvem. První zimní výstup provedl španělský horolezec Alex Txikon v únoru 2013.